# Rue Gabriel-Péri (Châtillon, Hauts-de-Seine)
Pour les articles homonymes, voir Rue Gabriel-Péri.
La rue Gabriel-Péri est une ancienne voie de communication de Châtillon dans les Hauts-de-Seine.

## Situation et accès

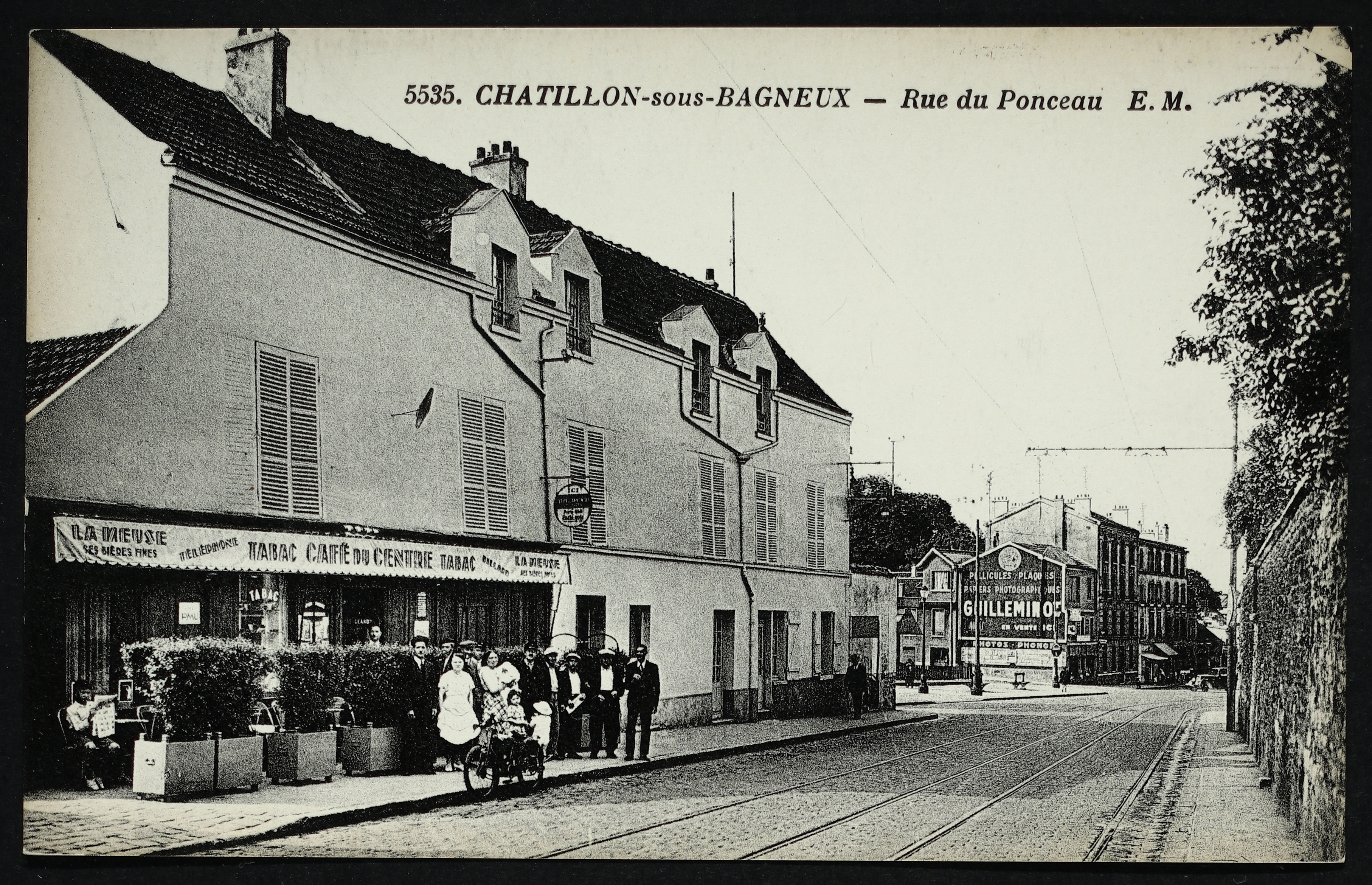
La rue du Ponceau vers 1900.

Orientée du nord-est au sud-ouest, elle commence son tracé dans l'axe de l'avenue de Paris. Marquant notamment du côté est le début de la rue de la Mairie puis de la rue Gambetta, elle se termine au croisement de la rue Pierre-Brossolette et de la rue d'Estienne-d'Orves.

## Origine du nom

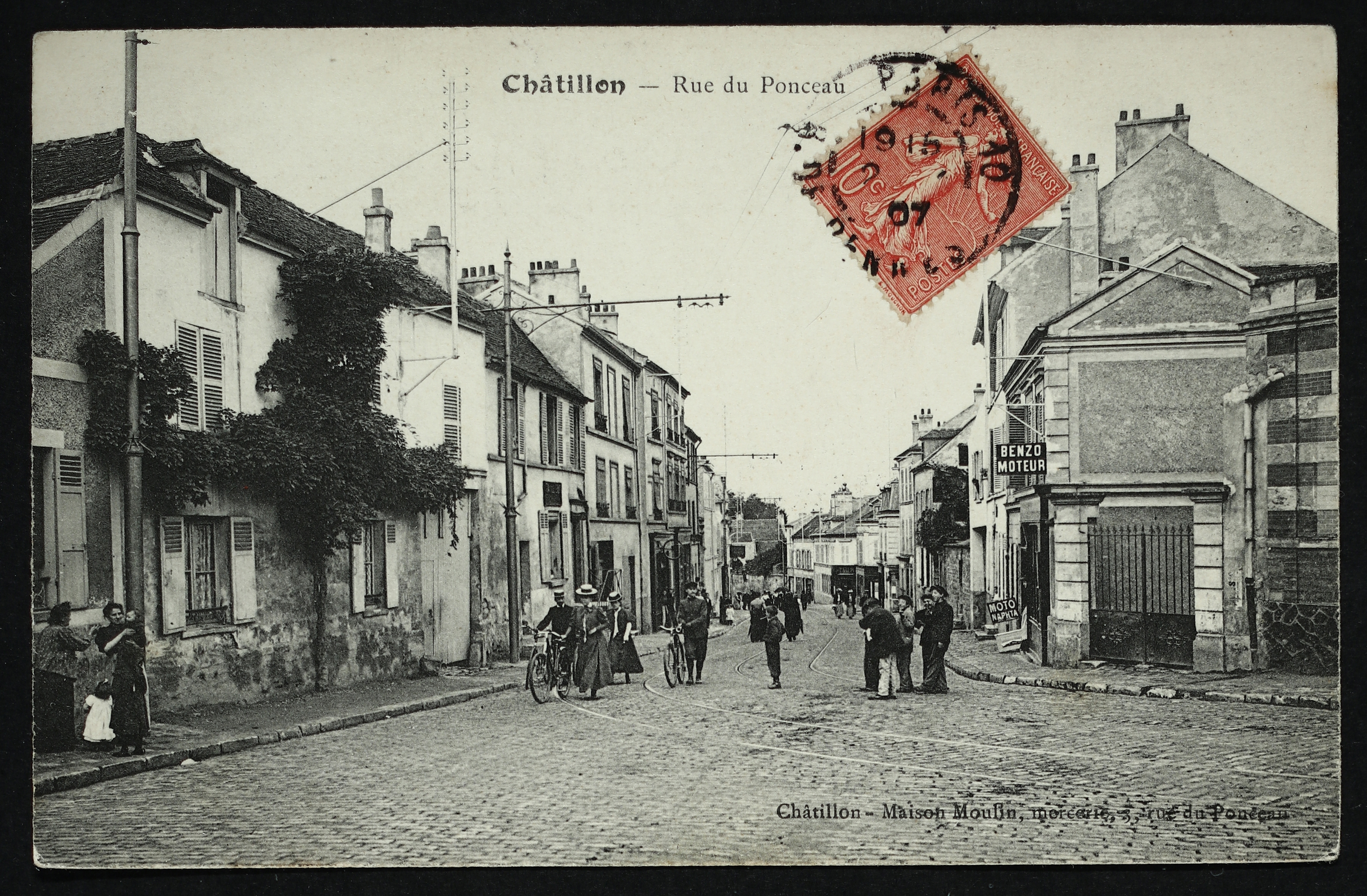
Carte postale - Rue du Ponceau.

La rue Gabriel-Péri était autrefois dénommée rue du Ponceau. Elle a été renommée en hommage à Gabriel Péri (1902-1941), journaliste et homme politique français.

## Historique

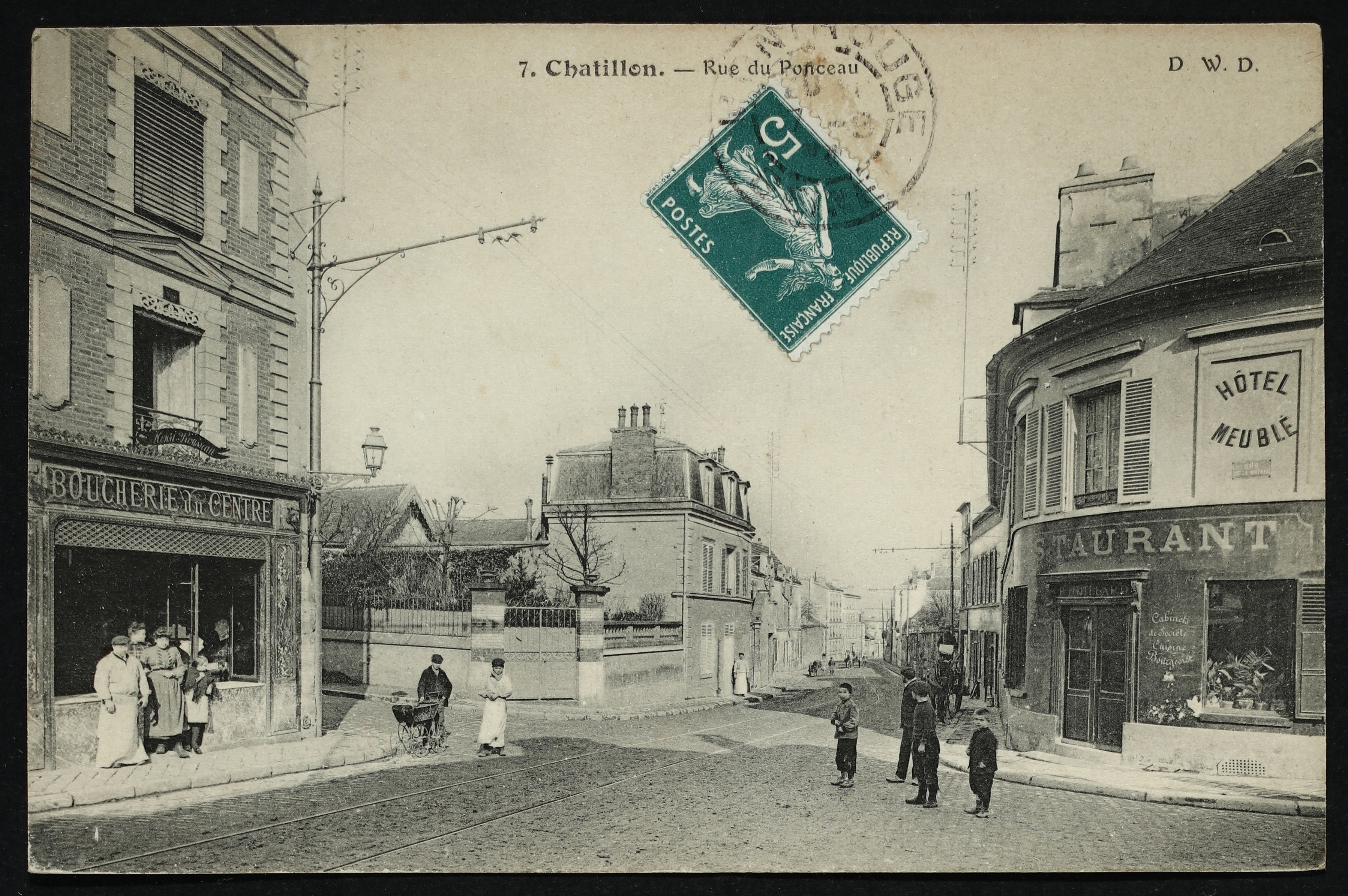
Commerces, rue du Ponceau.

Cette voie de communication faisait partie de l'ancien chemin qui menait vers Clamart. Elle a en partie perdu son importance lorsque l'avenue de Verdun a été percée dans les années 1950.
Au XIXe siècle se trouvaient des plâtrières à cet endroit.

## Bâtiments remarquables et lieux de mémoire

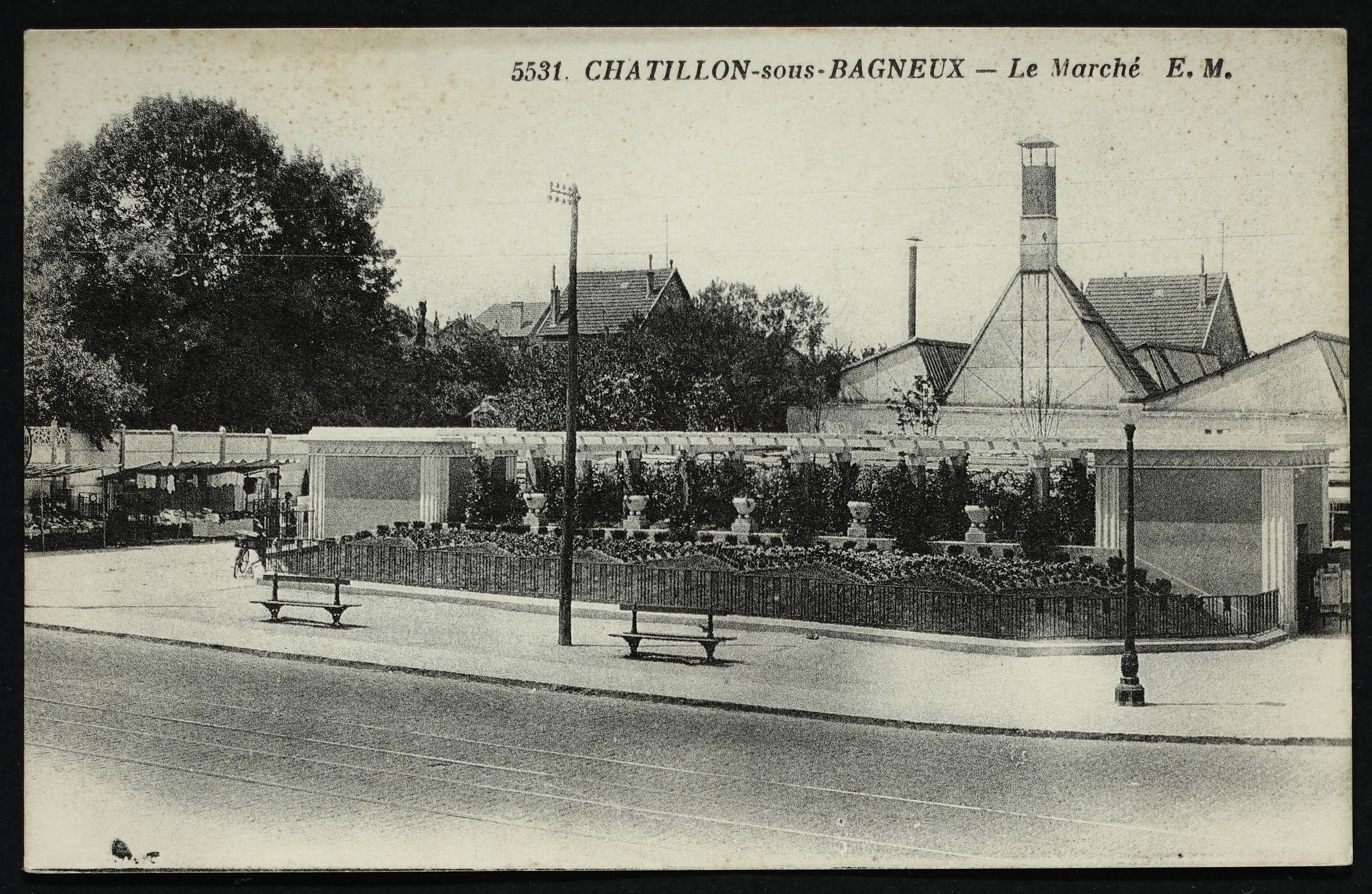
Le marché, rue Gabriel-Péri.

- L'écrivain Léo Malet a vécu au no 4 avec sa famille[5],[6]. Il la quitta pour cause d'expropriation[7].
- Ancien marché[8].
- Centre Jacques-Prévert[9].
- Mémorial de la Capitulation du Nazisme, sur la place du 8-Mai-1945.
- Médiathèque Max-Pol Fouchet.
- Anciens ateliers de la Compagnie Générale des Eaux[10].
- Le céramiste Edmond Lachenal a habité au no 21 avec sa famille[11].